# Denny Vågerö
Denny Herbert Vågerö, född 1944, är en svensk sociolog. 
Vågerö disputerade 1984 vid Karolinska institutet och är sedan 1995 professor i medicinsk sociologi vid Stockholms universitet. Han invaldes 2001 som ledamot av Vetenskapsakademien. Han var gästforskare vid London School of Hygiene and Tropical Medicine 1984/85, vid School of Social Sciences, Bath University 1992 samt vid Max Planck Institute for Human Development i Berlin 2003/2004. Vågerö var en av grundarna av CHESS, Centre for Health Equity Studies i Stockholm, ett forskningsinstitut gemensamt ägt av Karolinska Institutet och Stockholms Universitet. Under 2000-2008 var han dess föreståndare. Vågerö har arbetat inom Världshälsoorganisationen och var medlem av dess "Commission on Social Determinants of Health" under 2005-2008. Vågerös forskning har framförallt handlat om hur samhällsförhållanden påverkar befolkningens hälsa, särskilt sociala skillnader i hälsa.

### Webbkällor
- Denny Vågerö på Kungliga Vetenskapsakademiens webbplats
- http://www.chess.su.se